# 奇岩

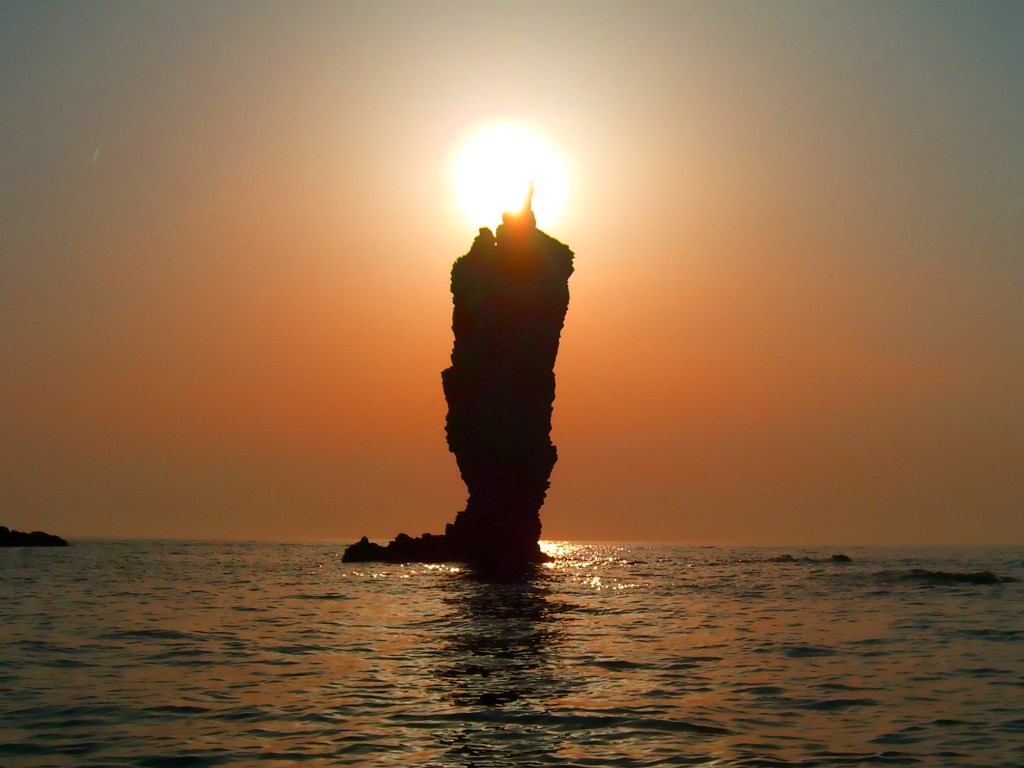
ローソク島（島根県隠岐の島町）

奇岩（きがん）は、珍しい形状・奇怪な形状をした岩石である。

## 概要
岩石を構成する母岩の種類や地殻変動、長い年月による侵食などにより、人の目に非常に珍しく奇怪に見える形が造形されることがある。人はこれを奇岩と呼び、昔から珍重し、そこに様々な伝説を付与したり、神として祀り信仰の対象とし、あるいは観光の対象にしたりしてきた歴史がある。海食柱や鍾乳洞の鍾乳石も奇岩の一種である。多くの奇岩には、それにふさわしい名前が付与されている。

## 日本の奇岩
- オロンコ岩（北海道斜里町）
- ゴジラ岩（北海道斜里町）
- 桃岩（北海道礼文町）
- 鍋釣岩（北海道奥尻町）
- ローソク岩（北海道余市郡余市町） - ニセコ積丹小樽海岸国定公園
- 三本杉岩（北海道久遠郡せたな町）
- 仏ヶ浦（青森県佐井村） - 名勝・天然記念物・日本の地質百選
- 浄土ヶ浜（岩手県宮古市） - 名勝・三陸復興国立公園
- ネコバリ岩（秋田県五城目町）
- 見附島（別名：軍艦島、石川県珠洲市）
- ゴジラ岩（石川県珠洲市）
- 能登金剛（石川県羽咋郡志賀町） - 能登半島国定公園
- 東尋坊（福井県坂井市） - 名勝・天然記念物・日本の地質百選
- 傘岩（岐阜県恵那市） - 天然記念物
- 獅子岩（三重県熊野市） - 名勝・天然記念物
- 橋杭岩（和歌山県東牟婁郡串本町） - 名勝・天然記念物
- 瀞八丁（和歌山県新宮市・奈良県十津川村） - 特別名勝・天然記念物
- 鬼の架け橋（兵庫県丹波篠山市・丹波市）
- はさかり岩（兵庫県豊岡市） - 山陰海岸国立公園・兵庫県指定天然記念物
- 明神岬 - 岩の割れ目が、女性の子宮、または淡路島自体の形状に似ており、この岩穴をくぐることで「生まれ変わることができる」と言われる。
- おじんば磯（兵庫県南あわじ市湊）
- 上立神岩（兵庫県南あわじ市沼島）
- 浦富海岸（鳥取県岩美町） - 名勝・天然記念物
- ローソク島（島根県隠岐郡隠岐の島町） - 大山隠岐国立公園
- 竜串・見残し（高知県土佐清水市） - 足摺宇和海国立公園
- 象岩(岡山県倉敷市)
- 王位石（長崎県北松浦郡小値賀町）
- 免の石（熊本県南阿蘇村）
- 鬼の洗濯板（宮崎県宮崎市） - 天然記念物・日南海岸国定公園・日本の地質百選
- 陰陽石（宮崎県小林市）
- 立神岩（鹿児島県枕崎市）
- 畳石（沖縄県久米島町） - 天然記念物・日本の地質百選
- 立神岩（沖縄県与那国町）
- 軍艦岩・サンニヌ台（沖縄県与那国町）
- ゴリラチョップ（沖縄県国頭郡本部町）

### 日本の画像集

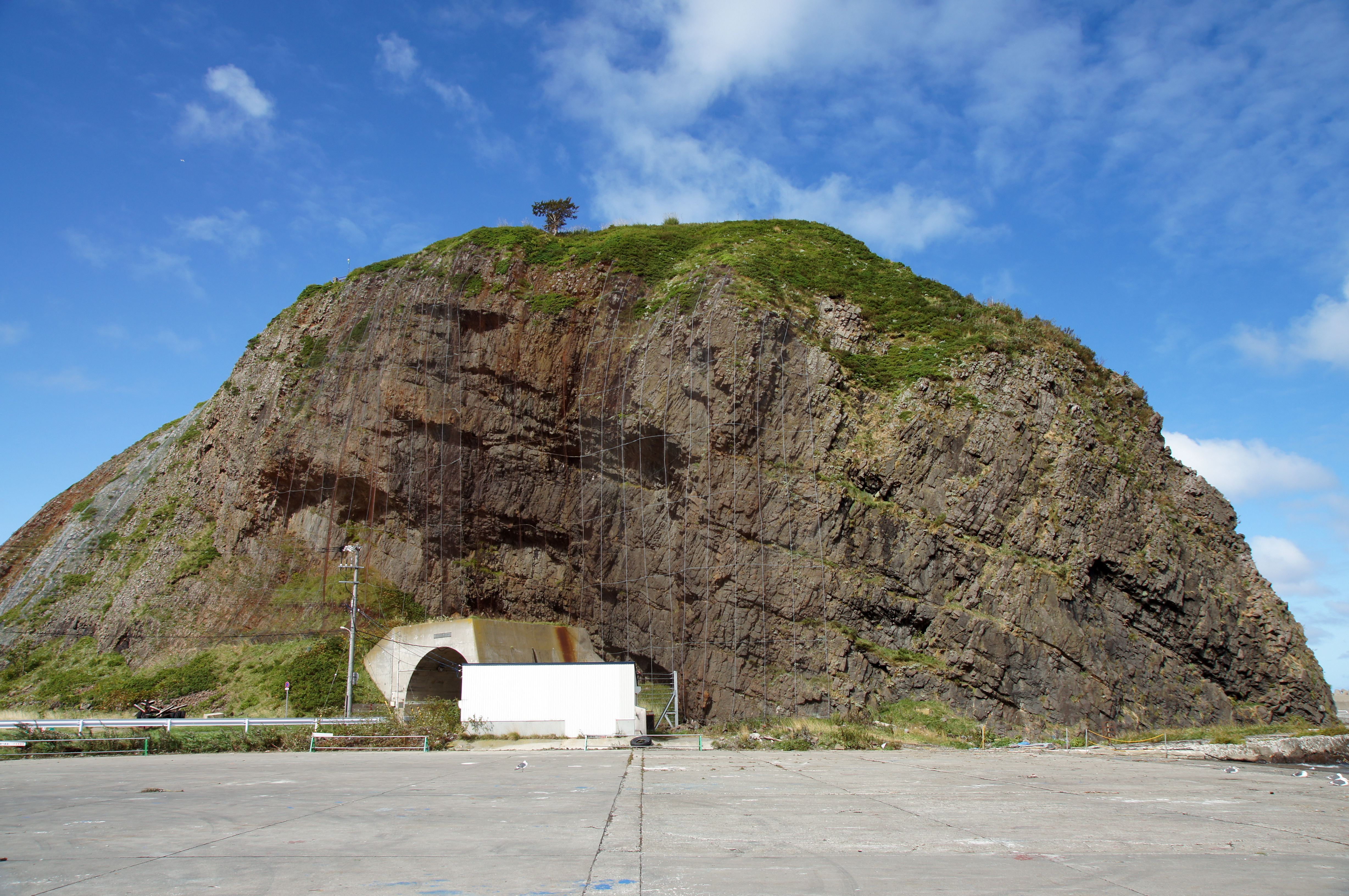
オロンコ岩 （北海道斜里町）
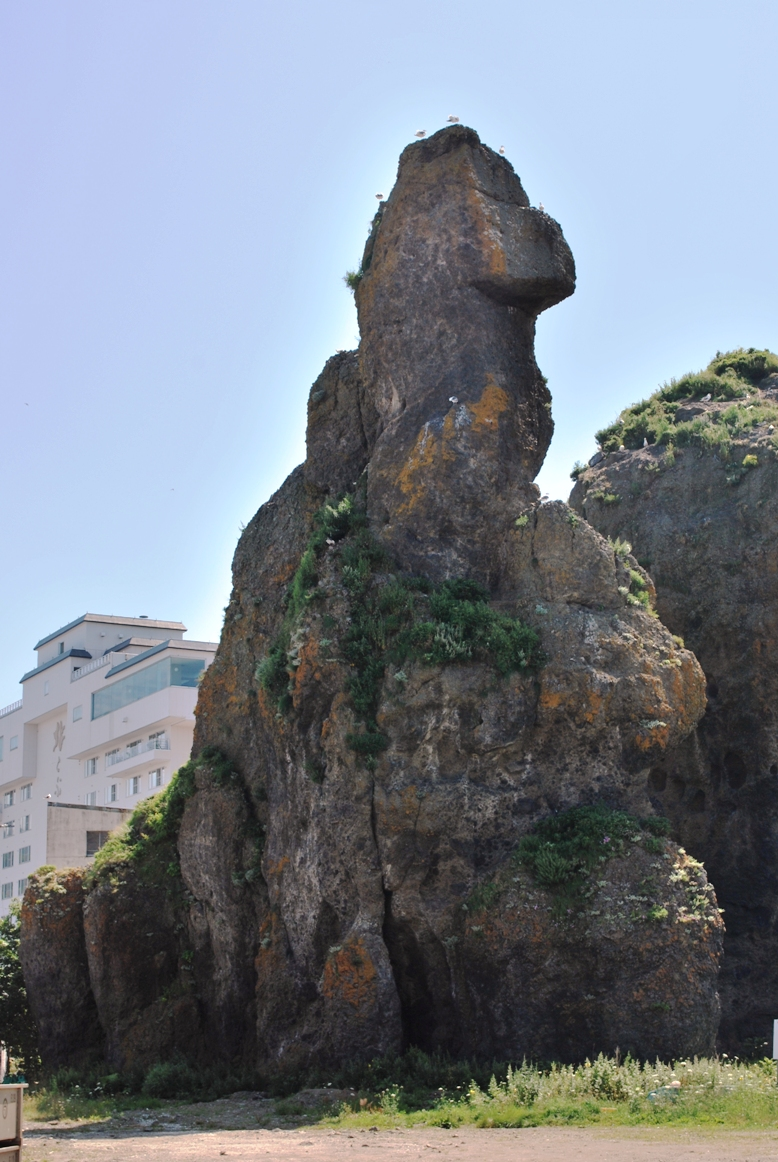
ゴジラ岩 （北海道斜里町）
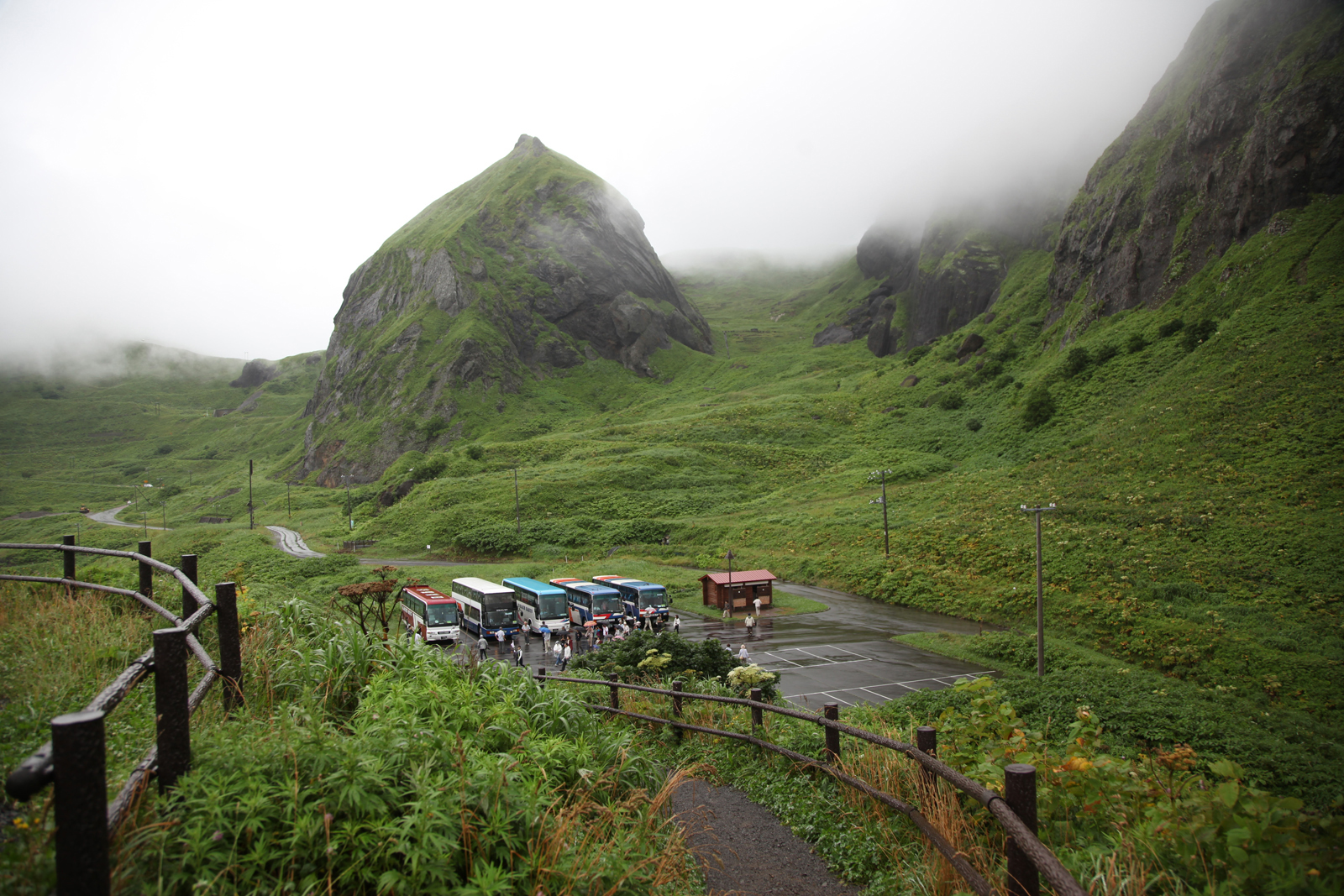
桃岩 （北海道礼文町）
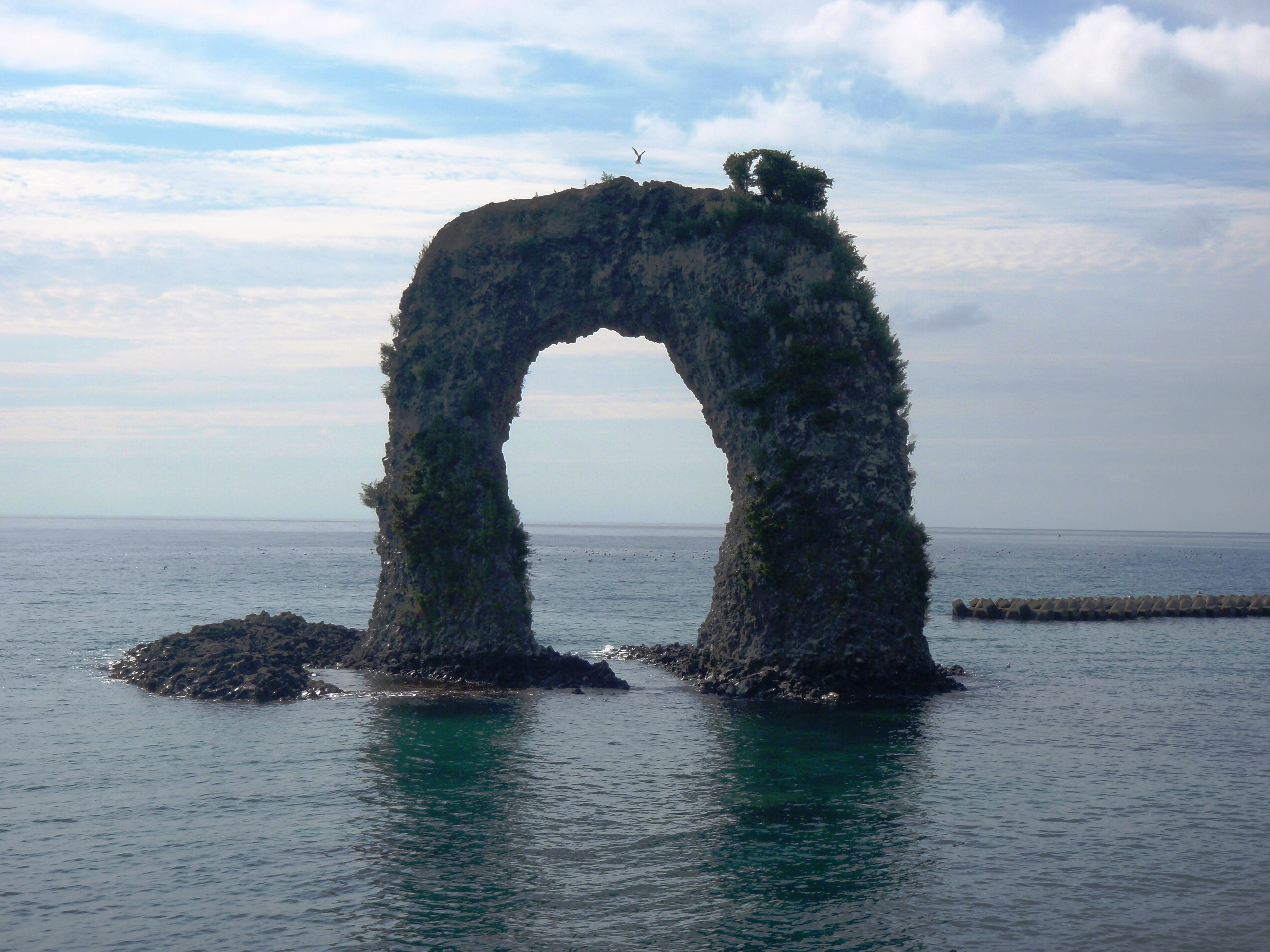
鍋釣岩 （北海道奥尻町）
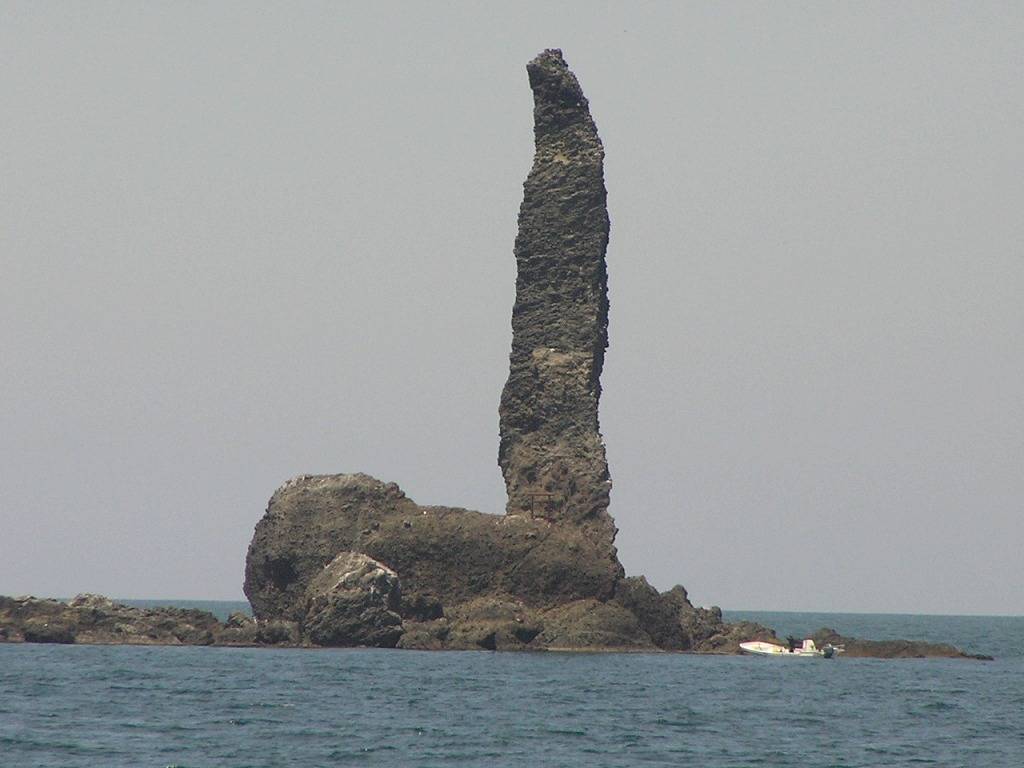
ローソク岩 （北海道余市町）
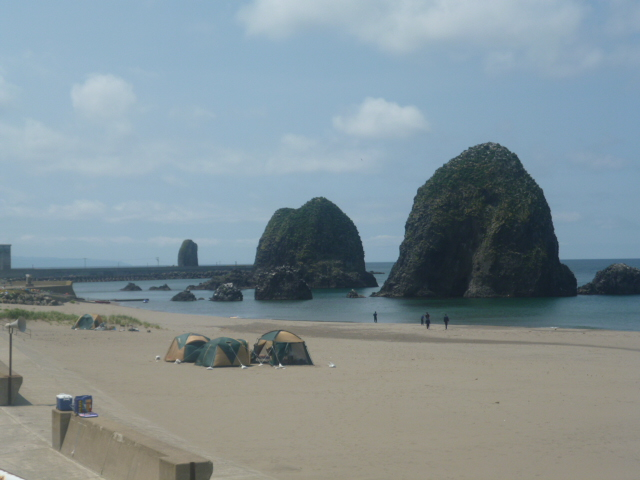
三本杉岩 （北海道せたな町）
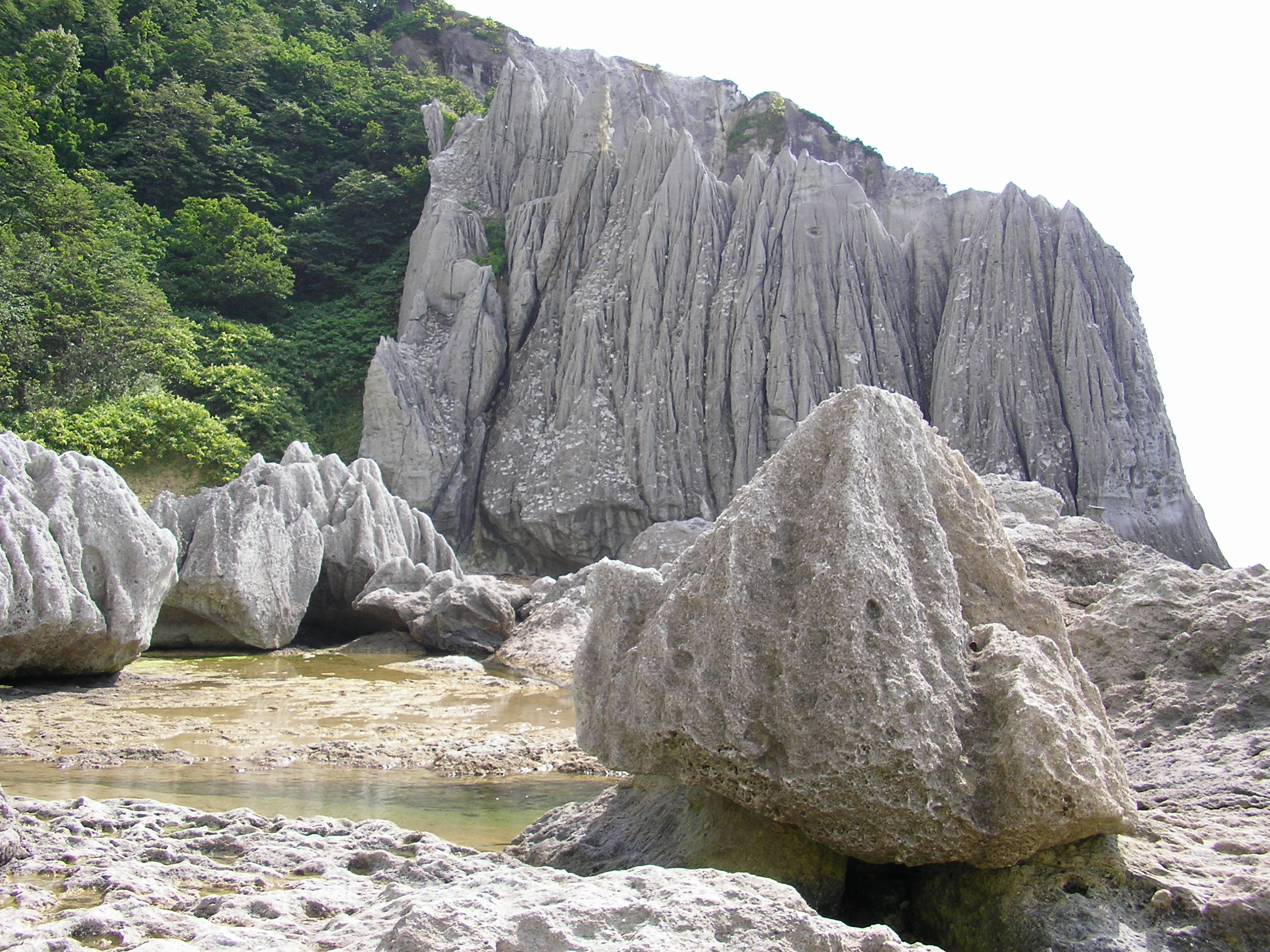
仏ヶ浦 （青森県佐井村）
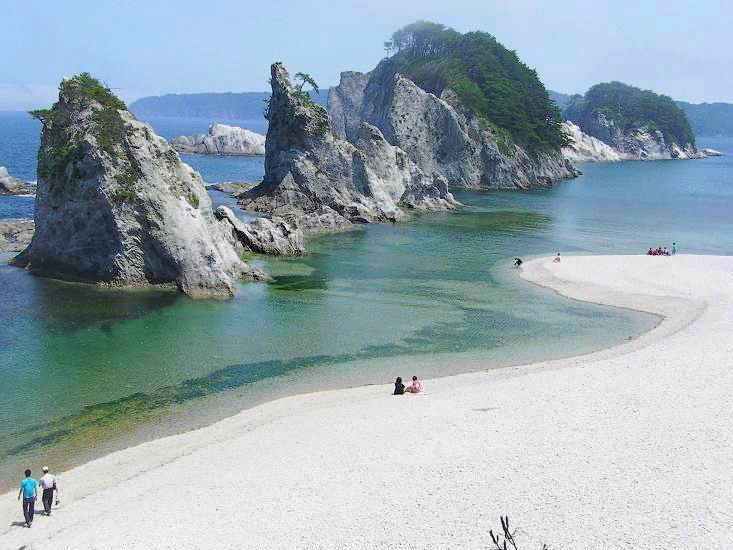
浄土ヶ浜 （岩手県宮古市）
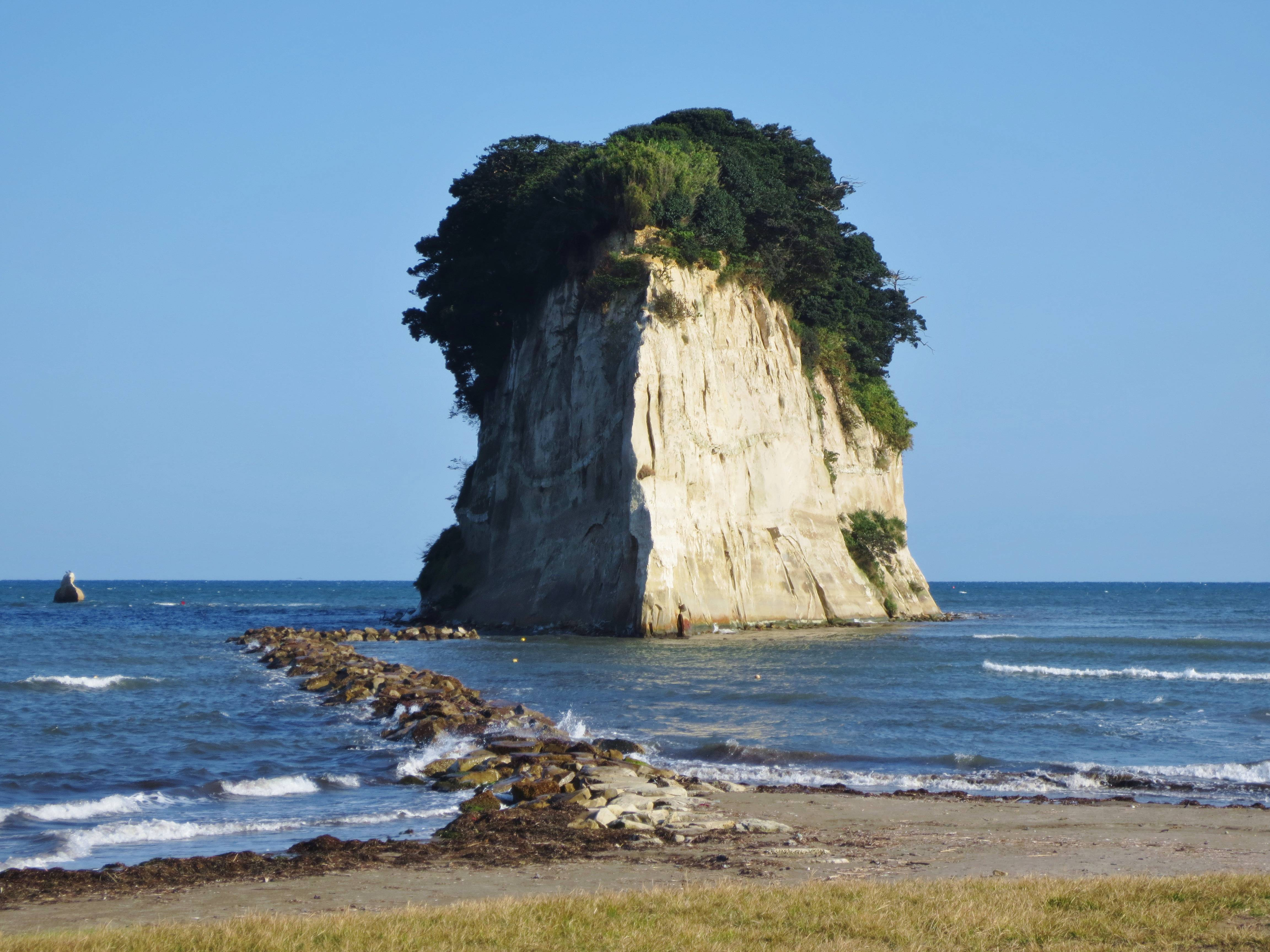
見附島 （石川県珠洲市）
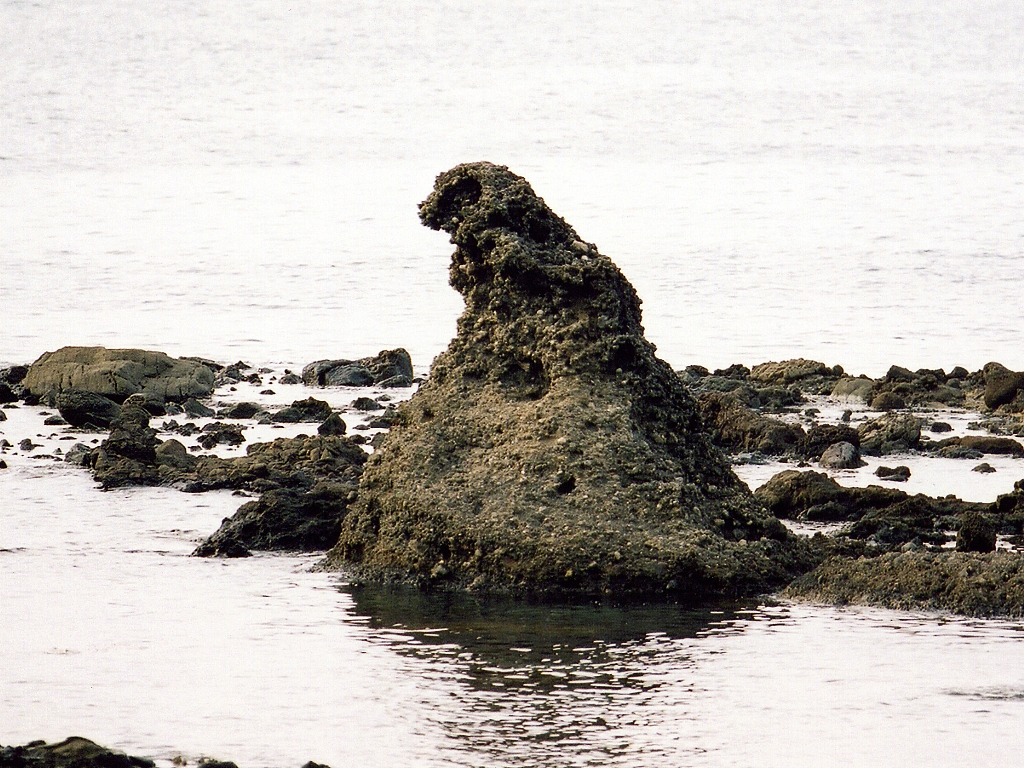
ゴジラ岩 （石川県珠洲市）
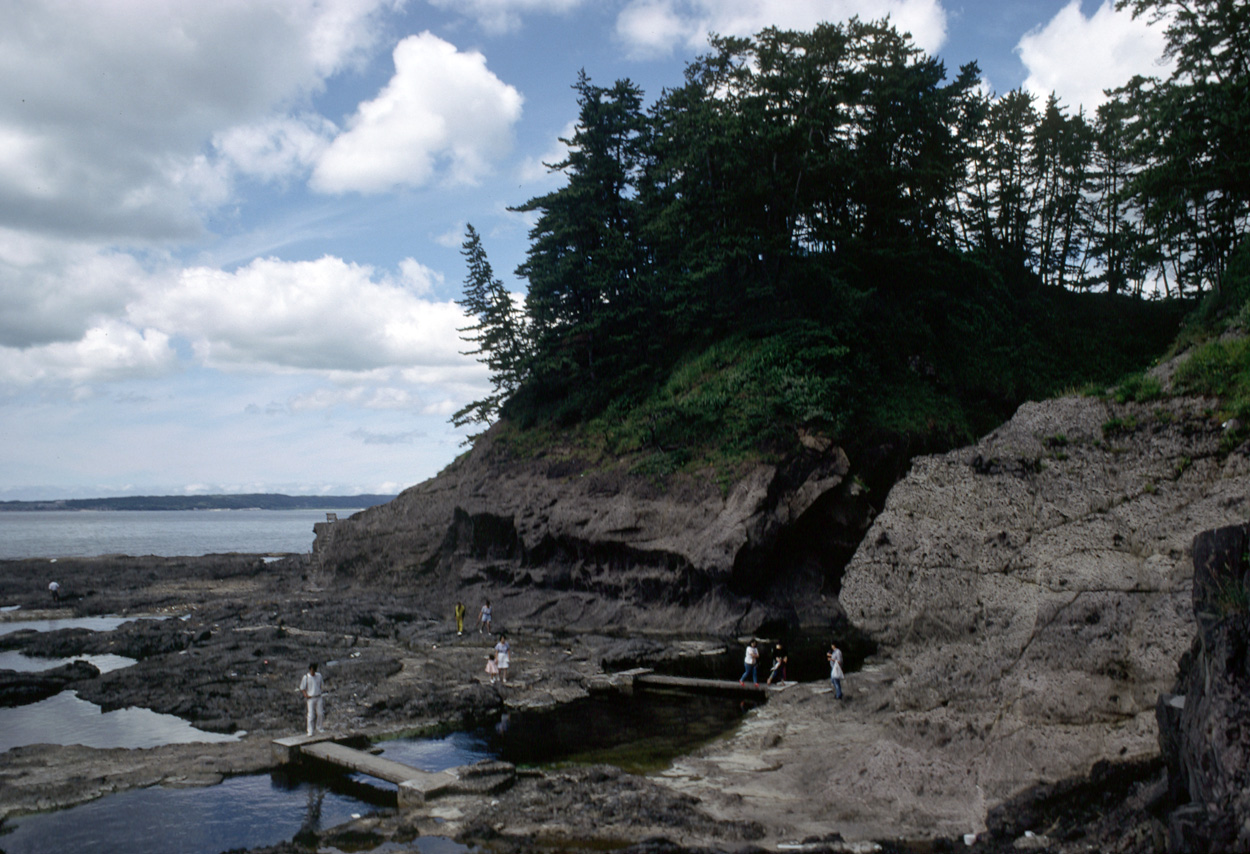
能登金剛 （石川県志賀町）
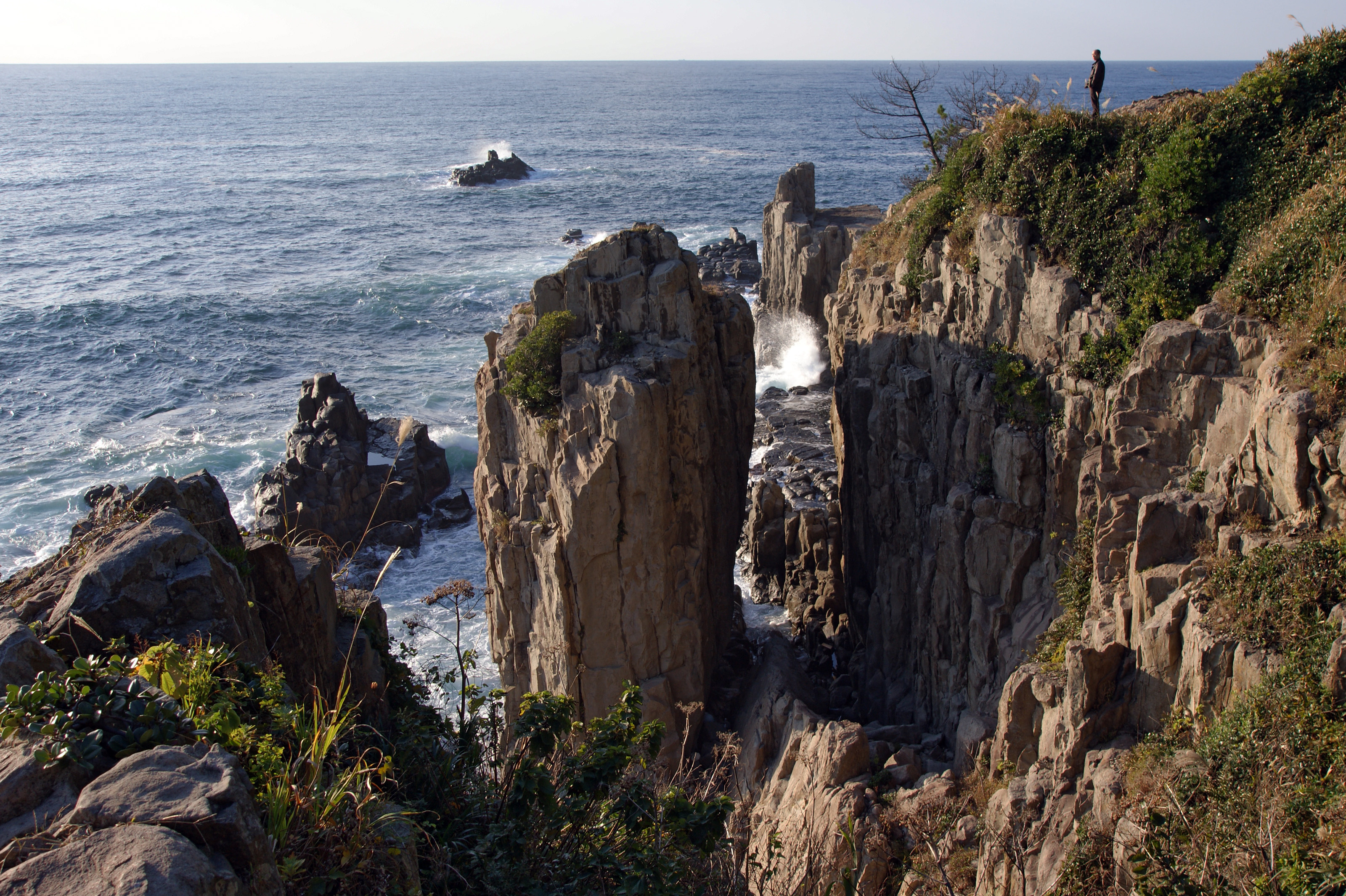
東尋坊 （福井県坂井市）
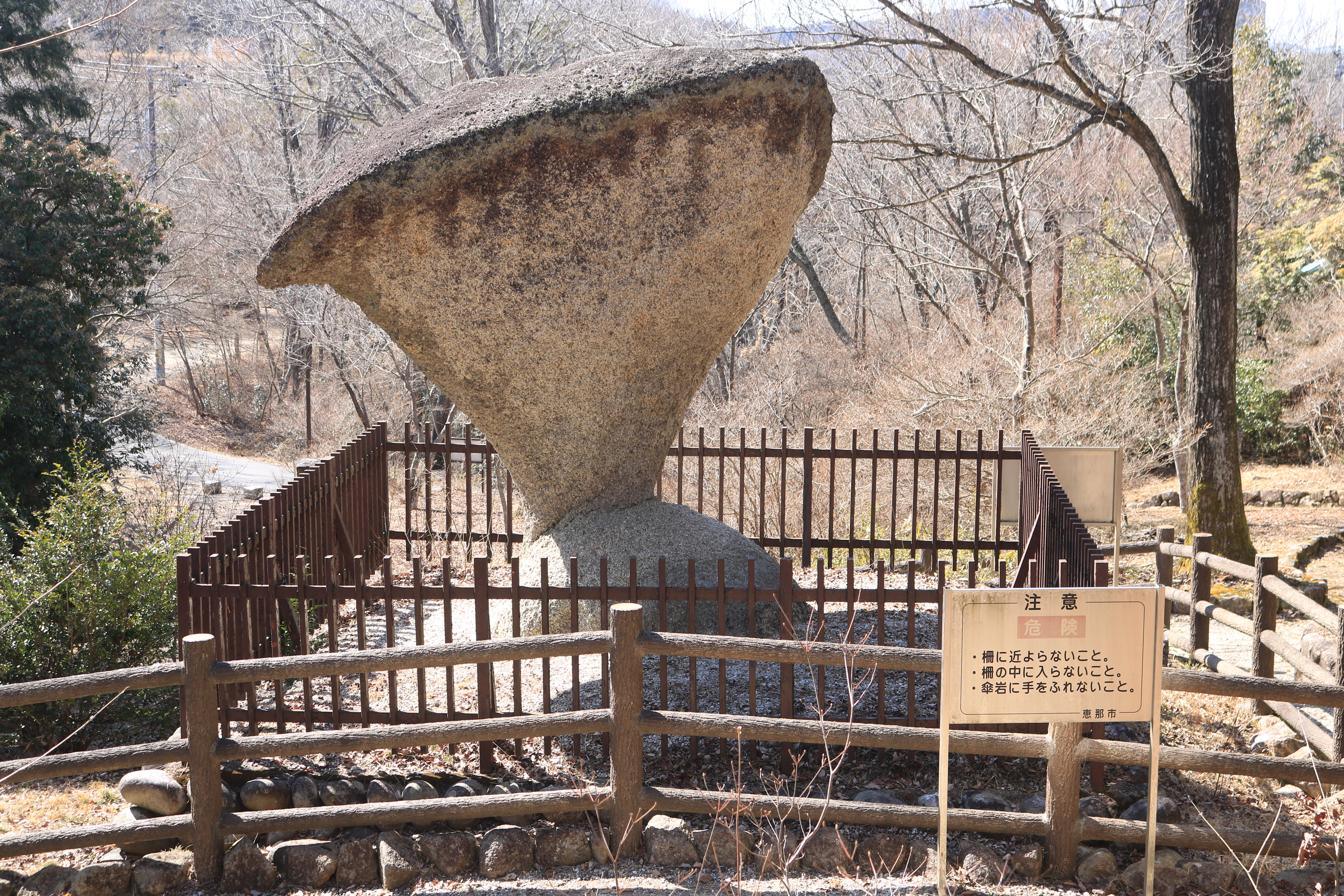
傘岩 （岐阜県恵那市）
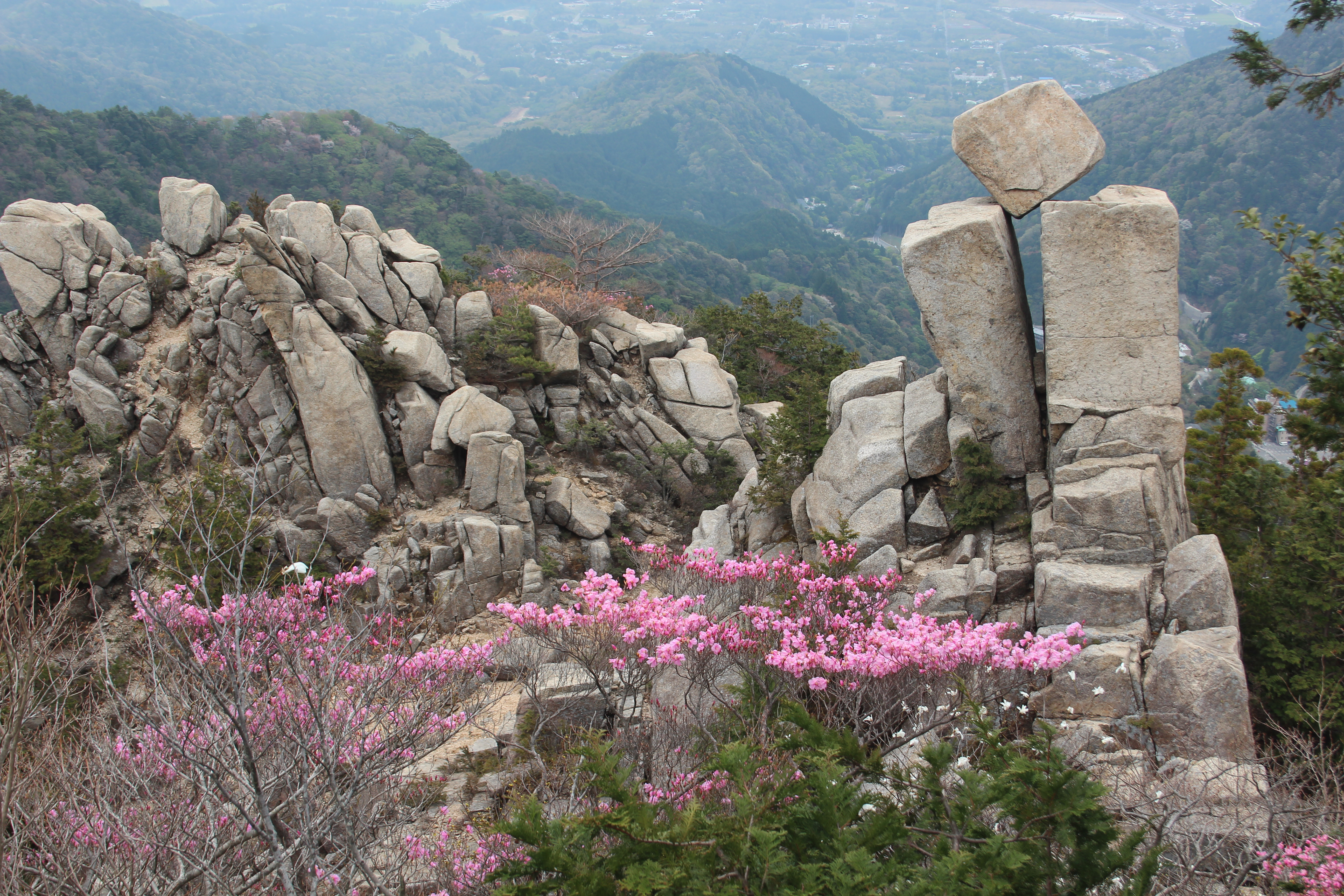
地蔵岩 御在所岳（三重県菰野町）
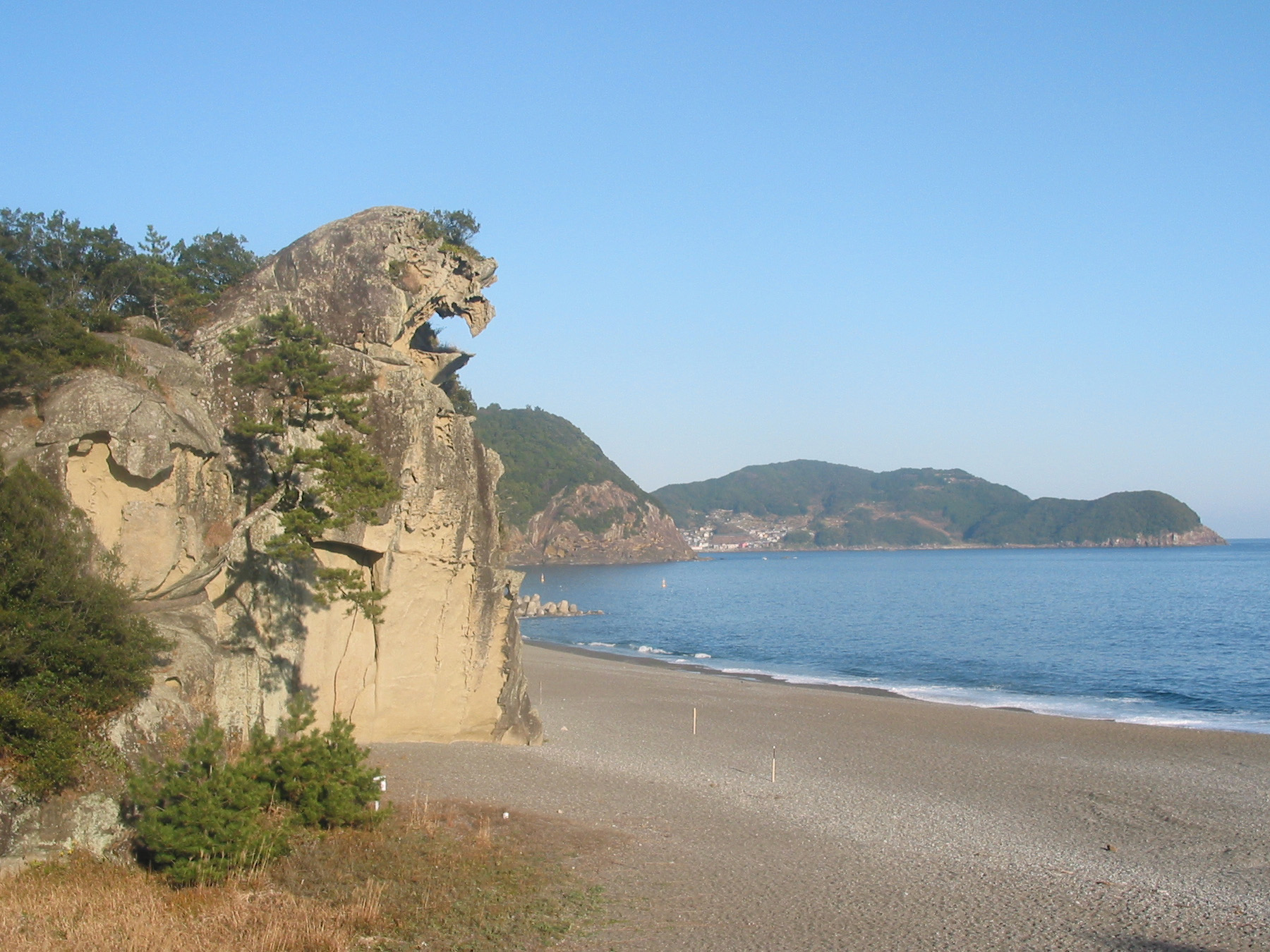
獅子岩 （三重県熊野市）
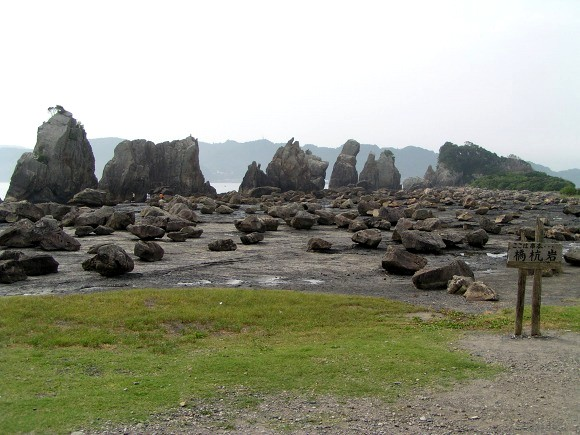
橋杭岩 （和歌山県串本町）
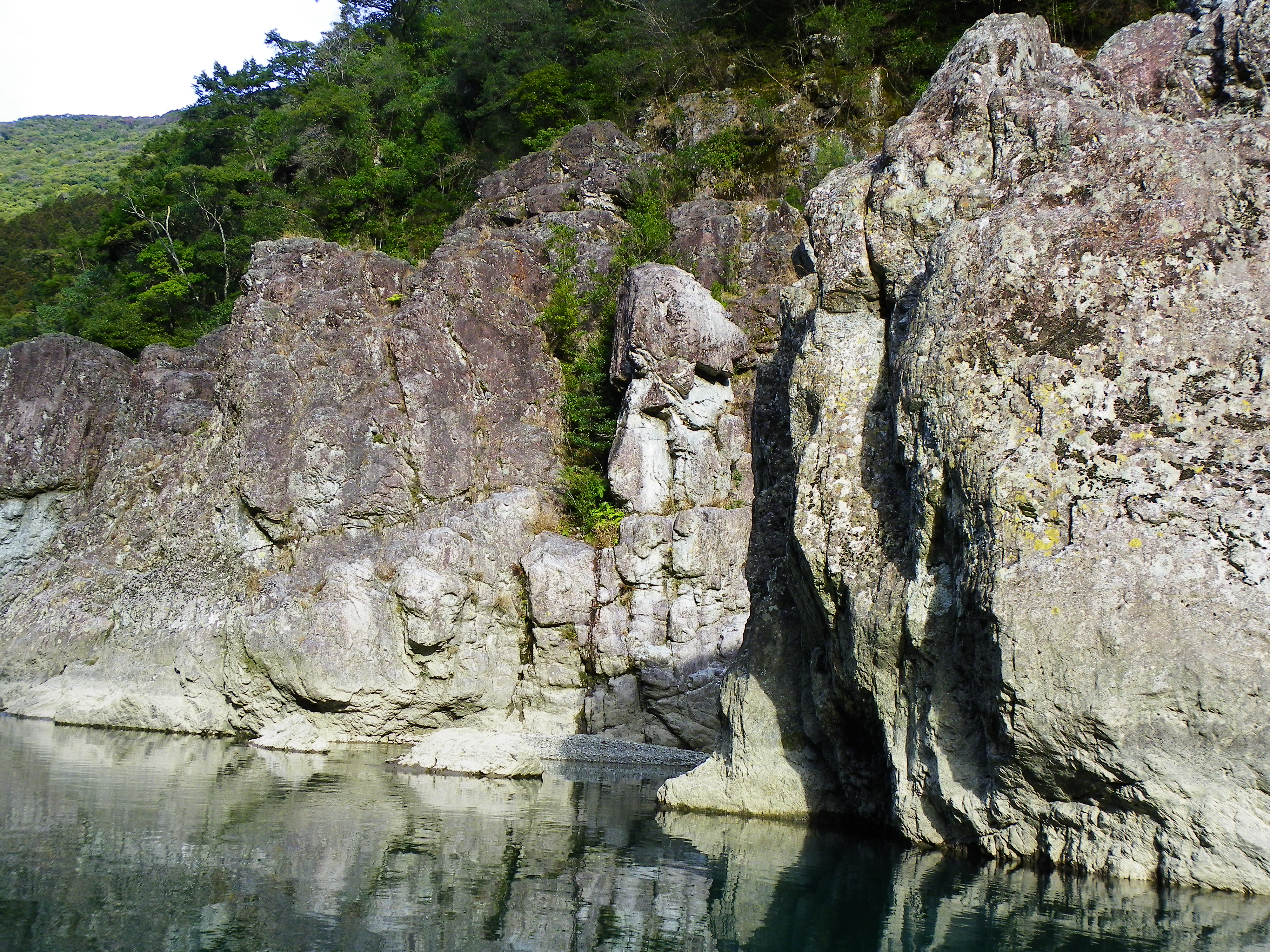
瀞八丁・松茸岩 （和歌山県新宮市・奈良県十津川村）
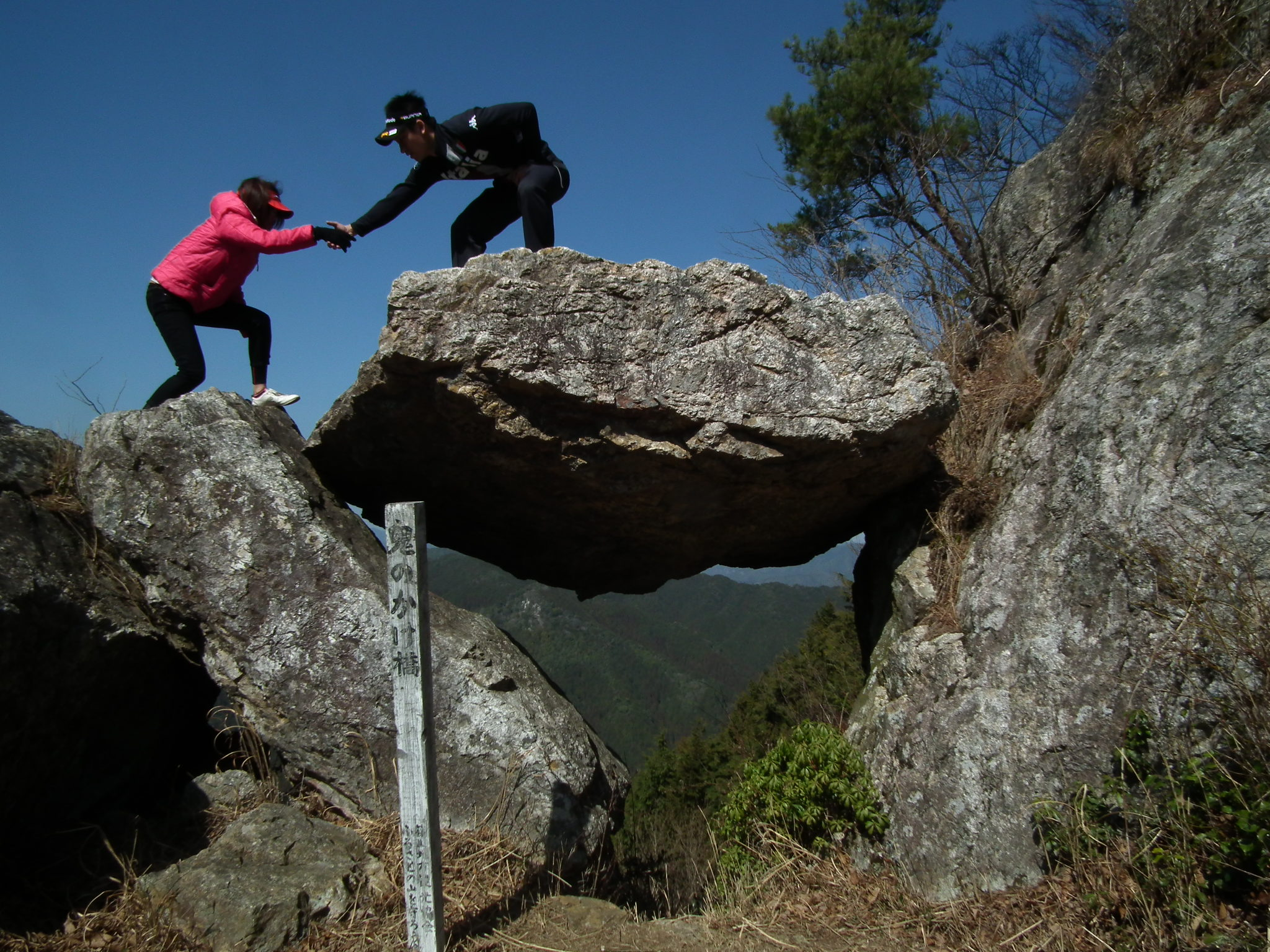
鬼の架け橋 （兵庫県丹波篠山市・丹波市）
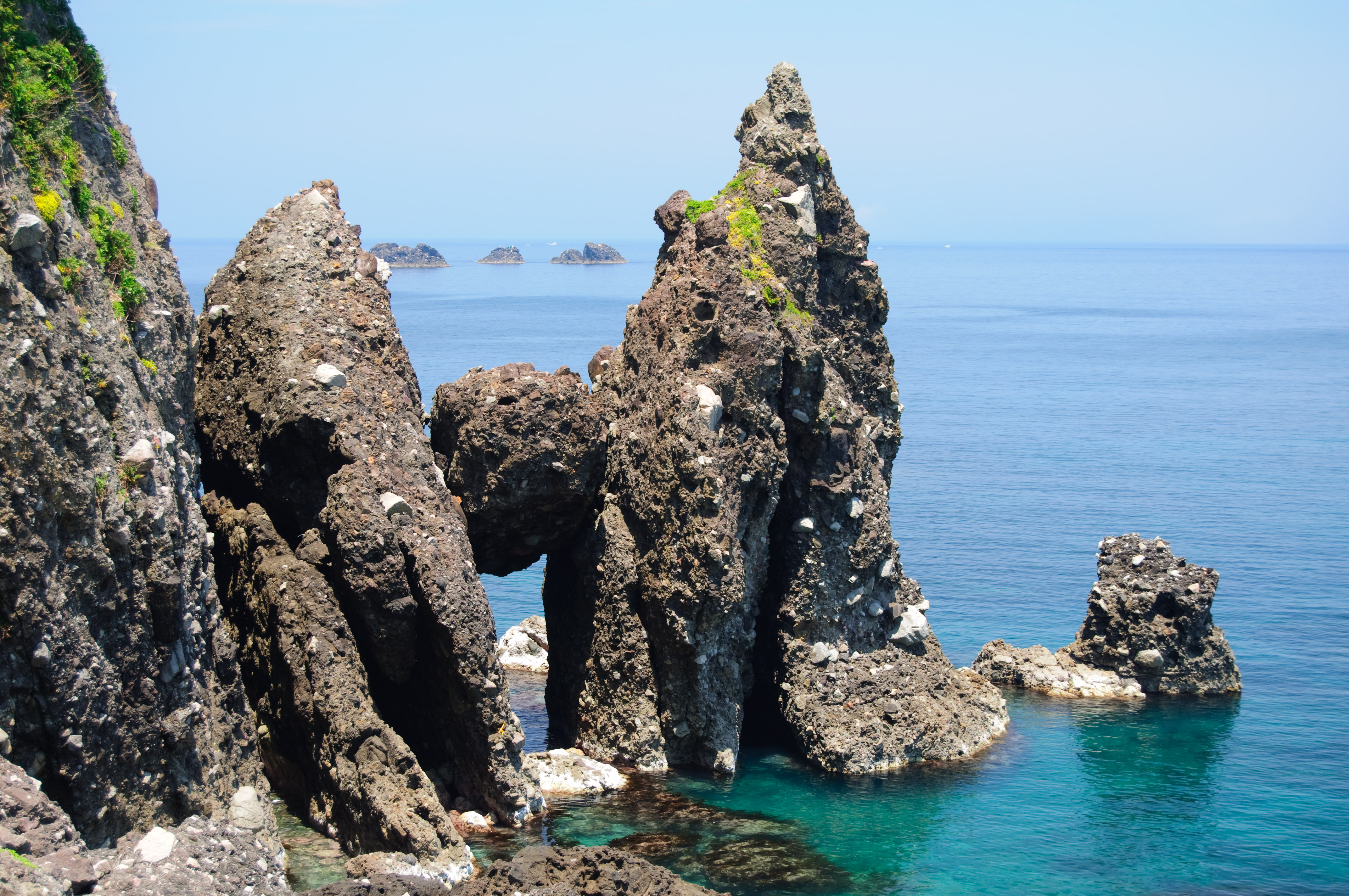
はさかり岩 （兵庫県豊岡市）
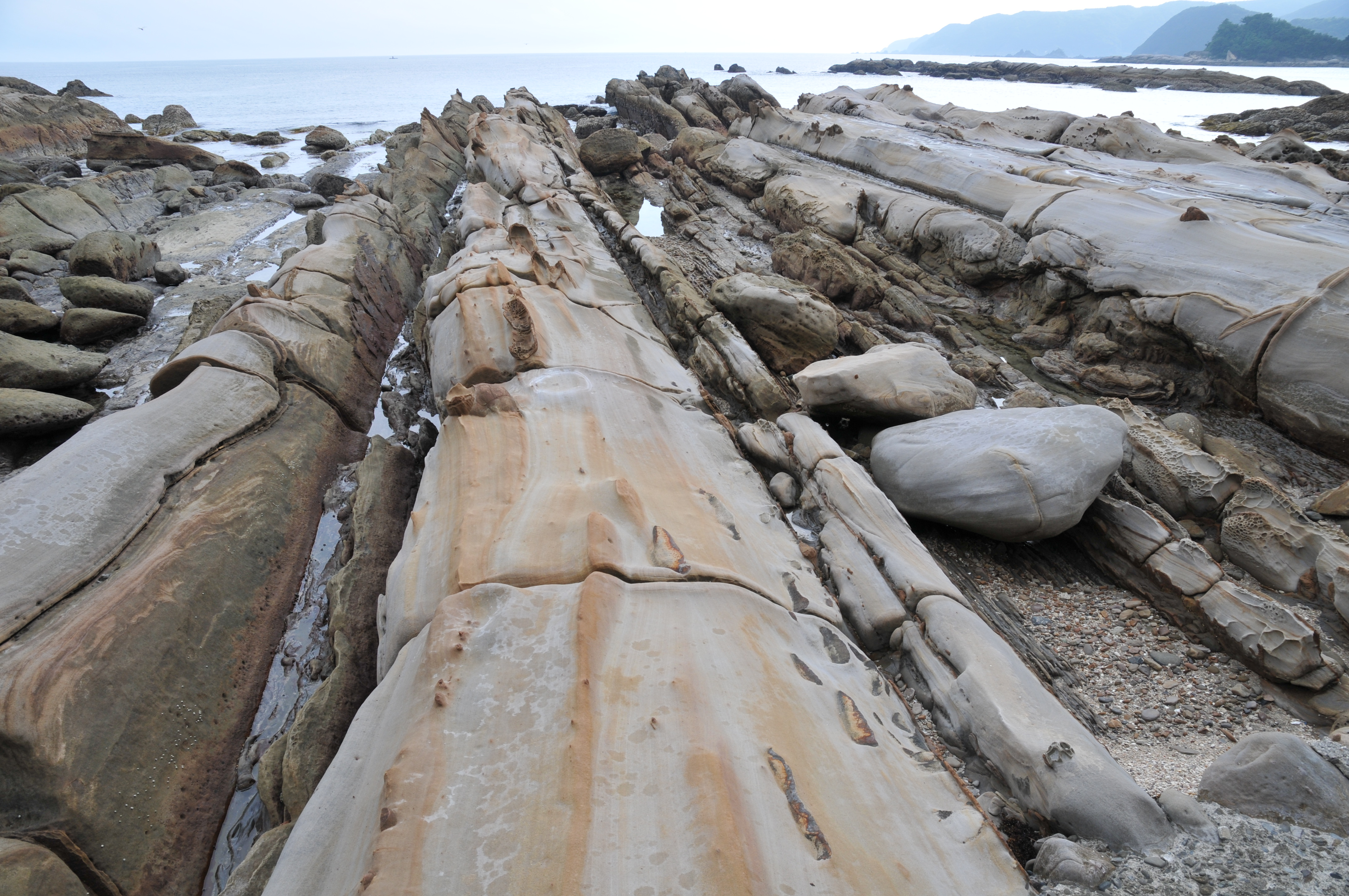
竜串・見残し （高知県土佐清水市）
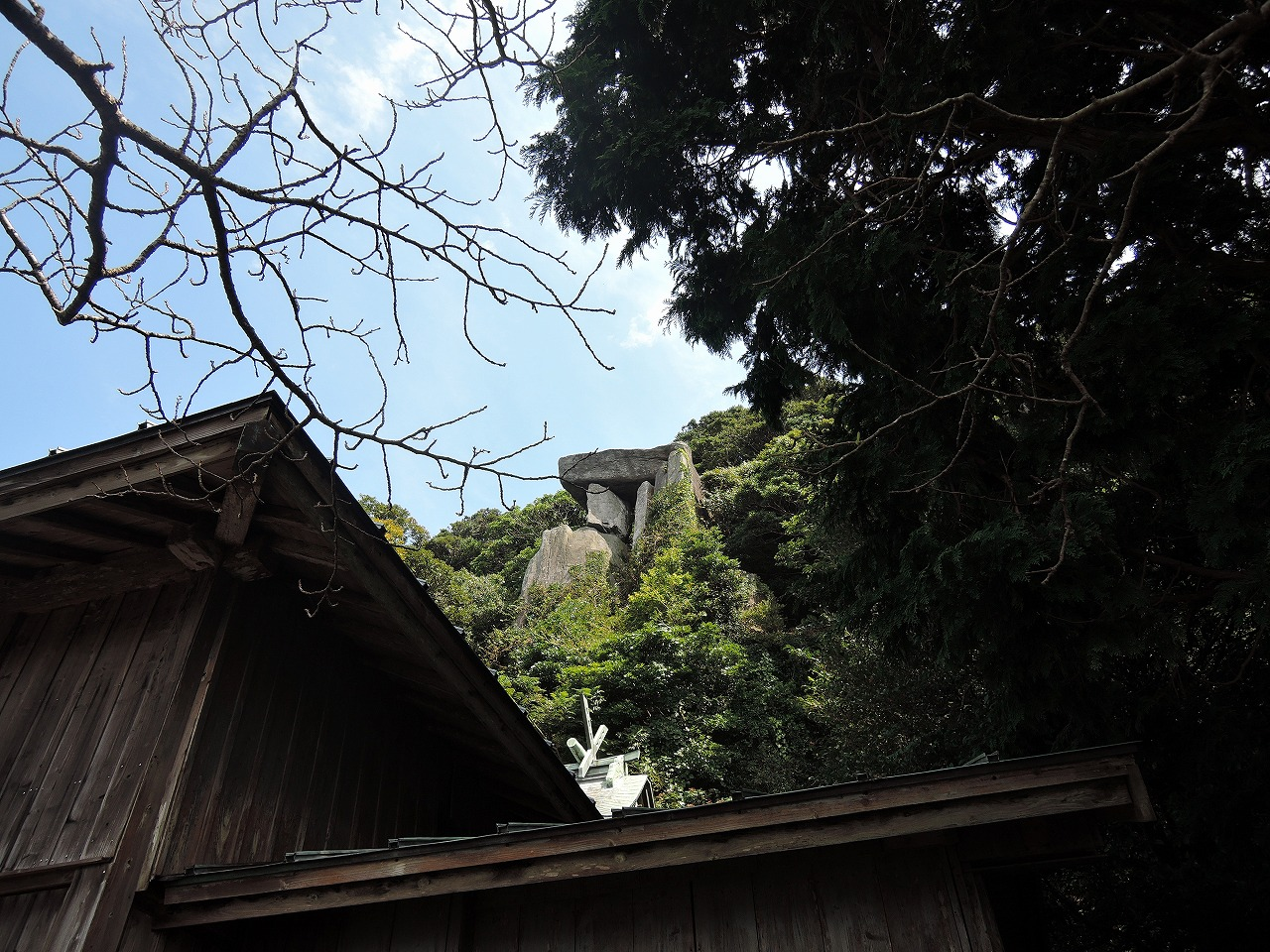
王位石（長崎県小値賀町）
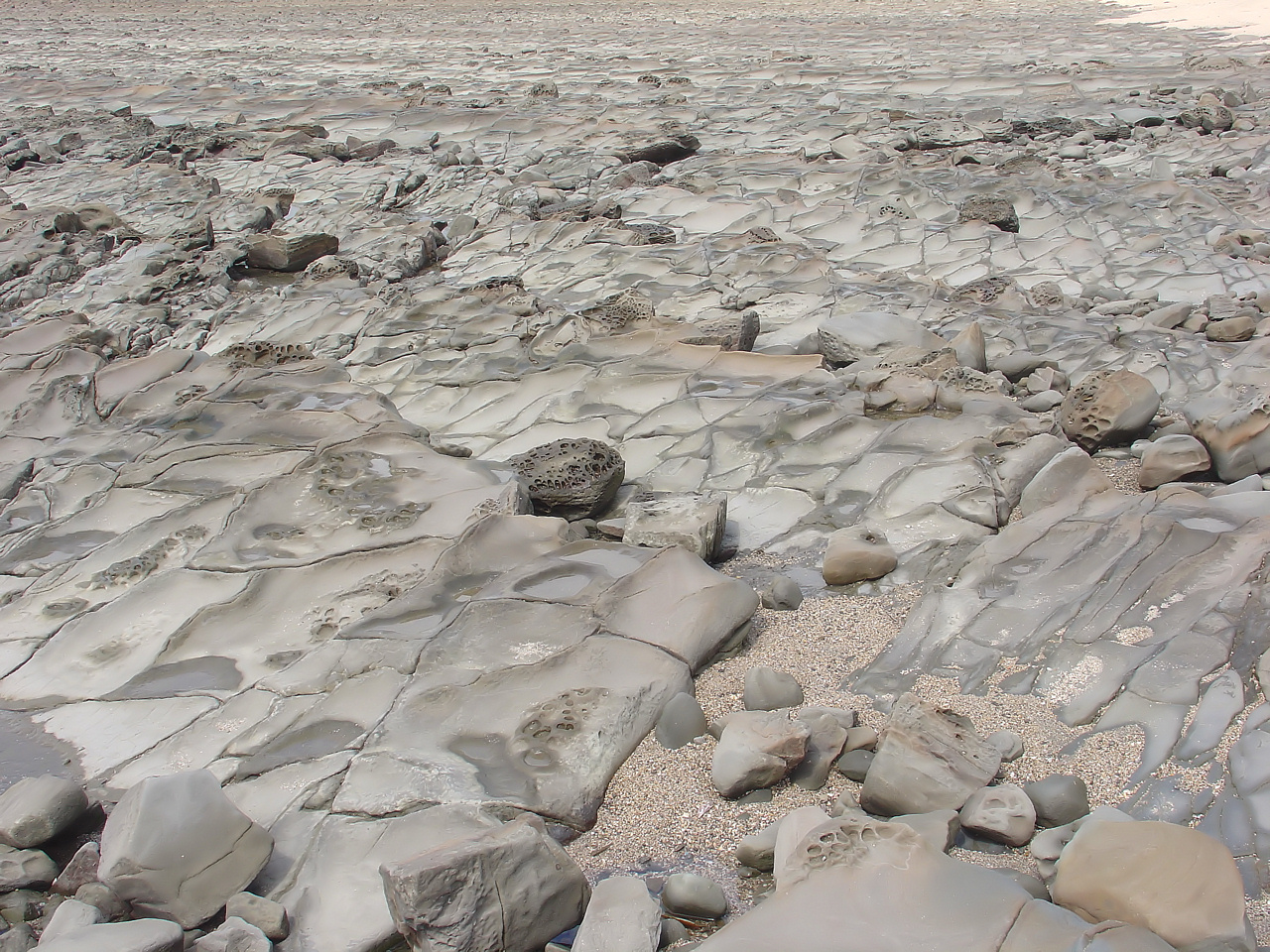
鬼の洗濯板 （宮崎県宮崎市）
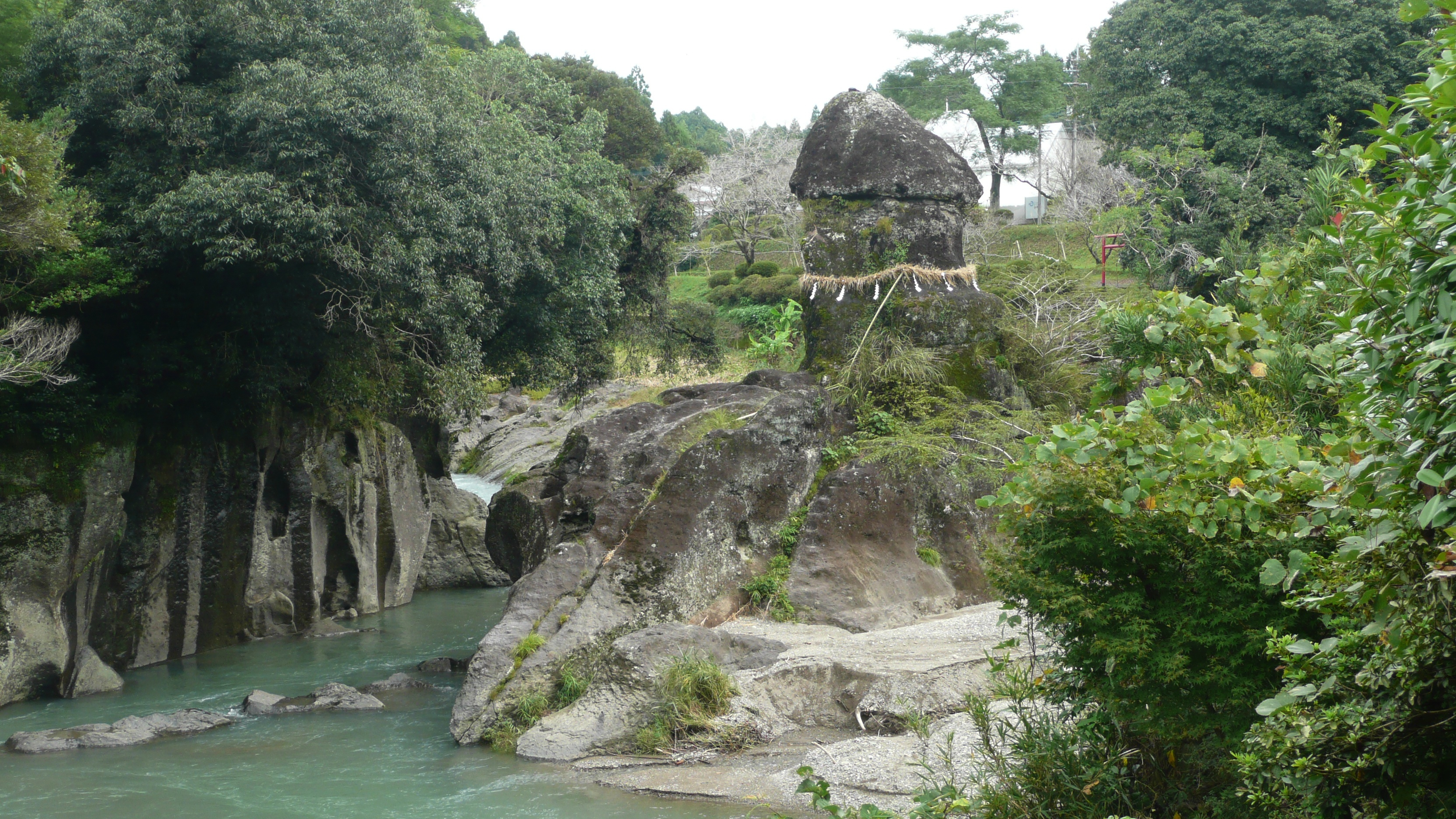
陰陽石 （宮崎県小林市）
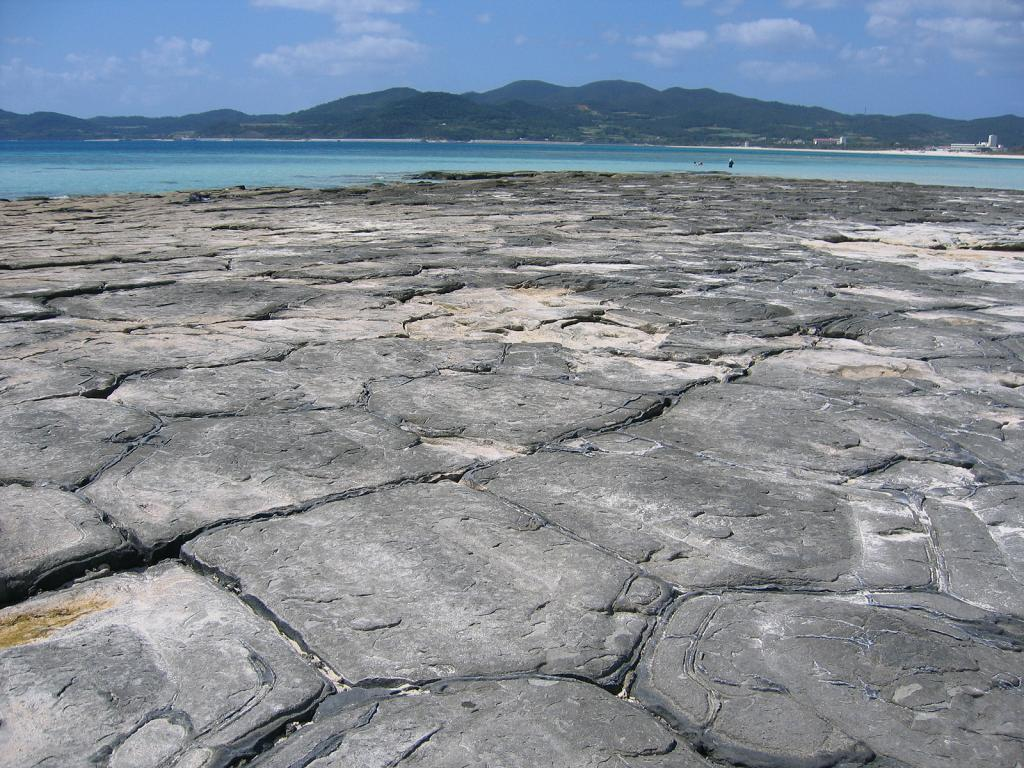
畳石 （沖縄県久米島町）
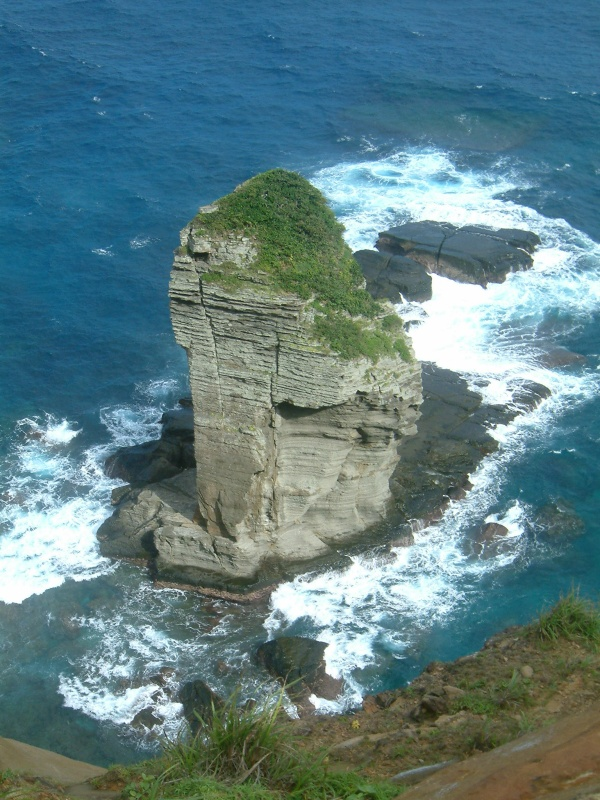
立神岩 （沖縄県与那国町）
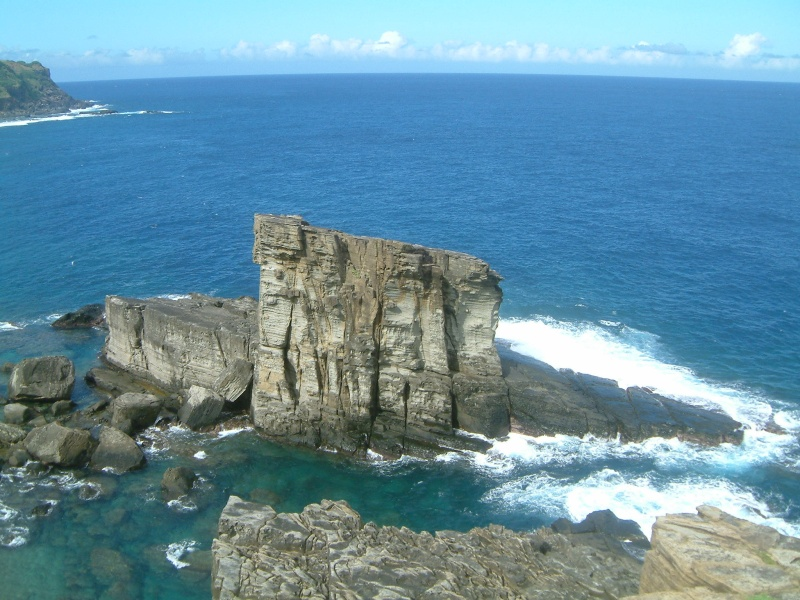
軍艦岩 （沖縄県与那国町）

## 海外（日本以外）の奇岩

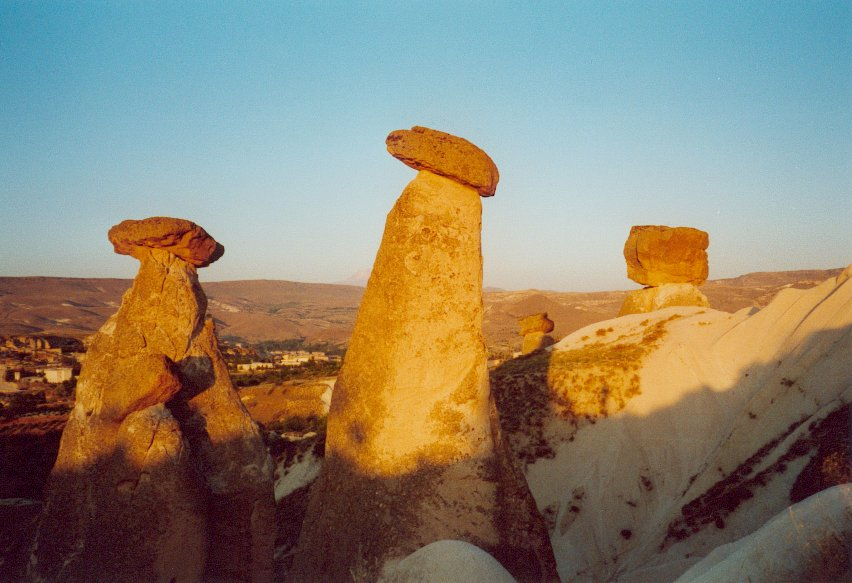
カッパドキアの奇岩（トルコ）
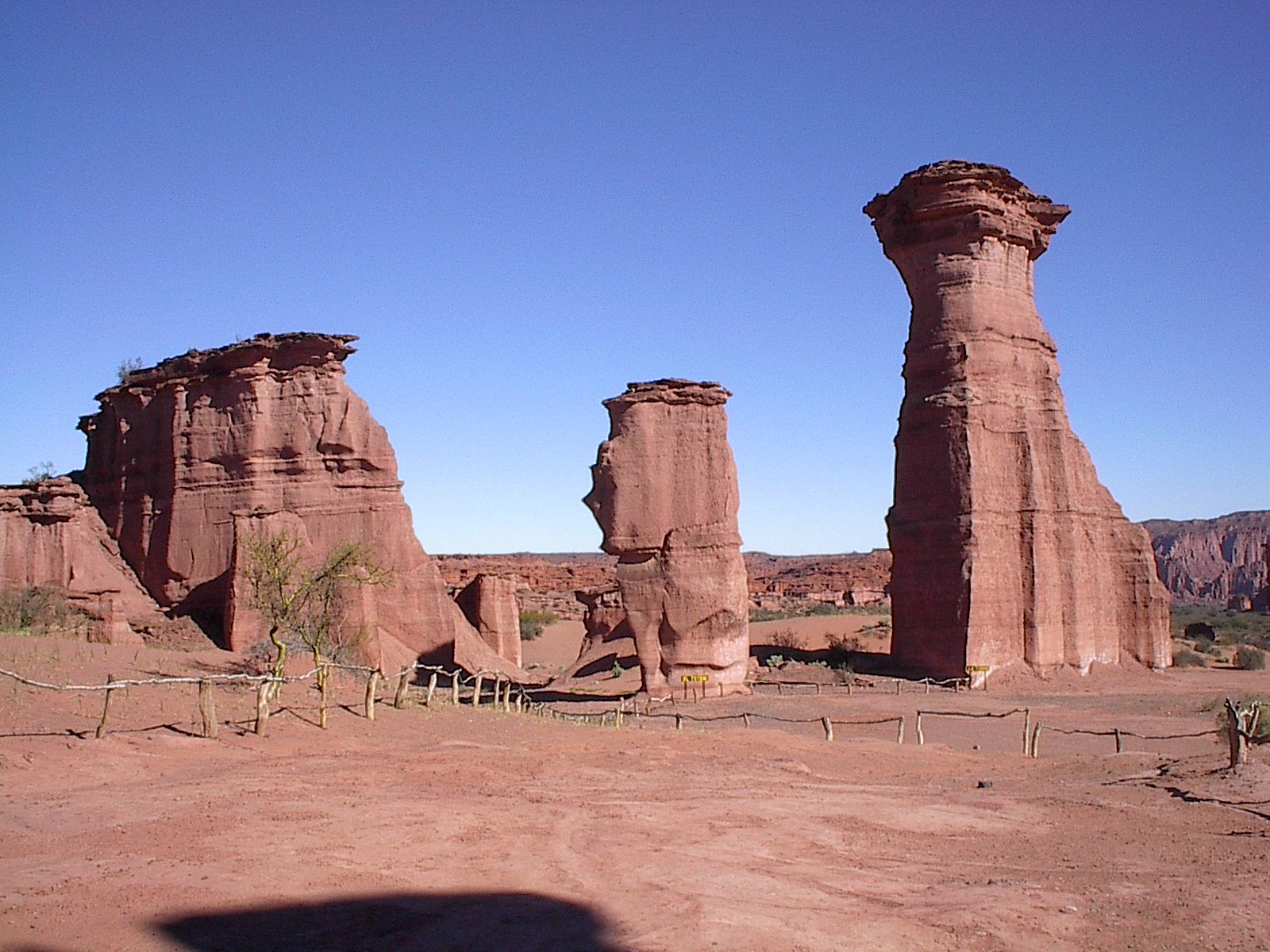
イスキグアラスト/タランパヤ自然公園群（アルゼンチン）
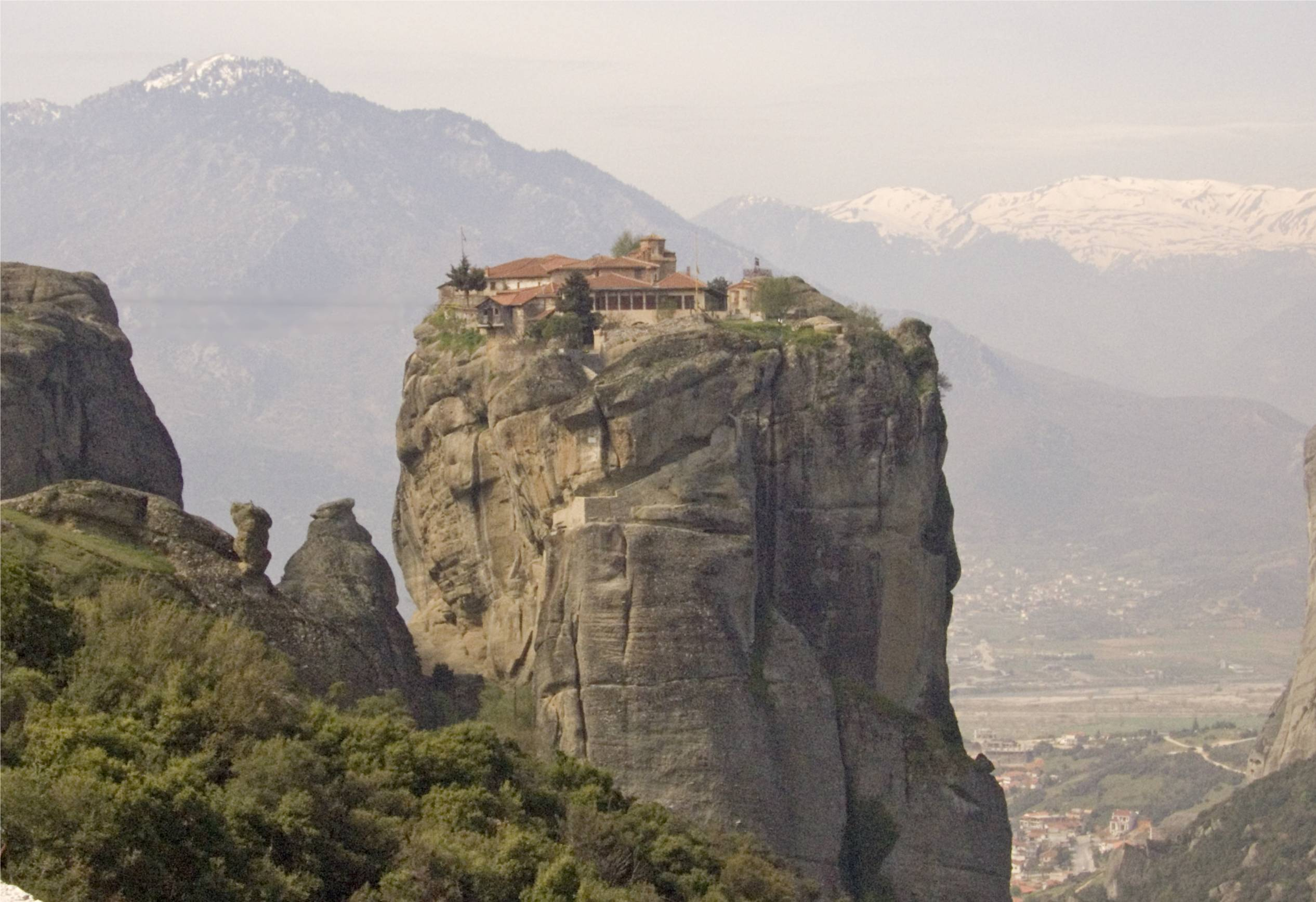
メテオラ（ギリシャ）
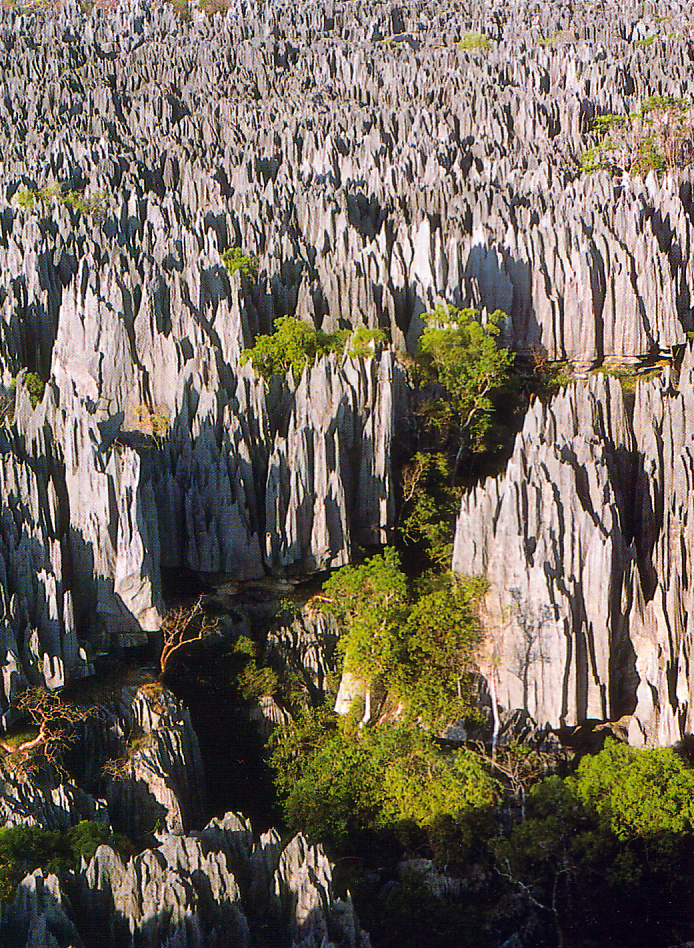
ツィンギ・デ・ベマラ厳正自然保護区（マダガスカル）
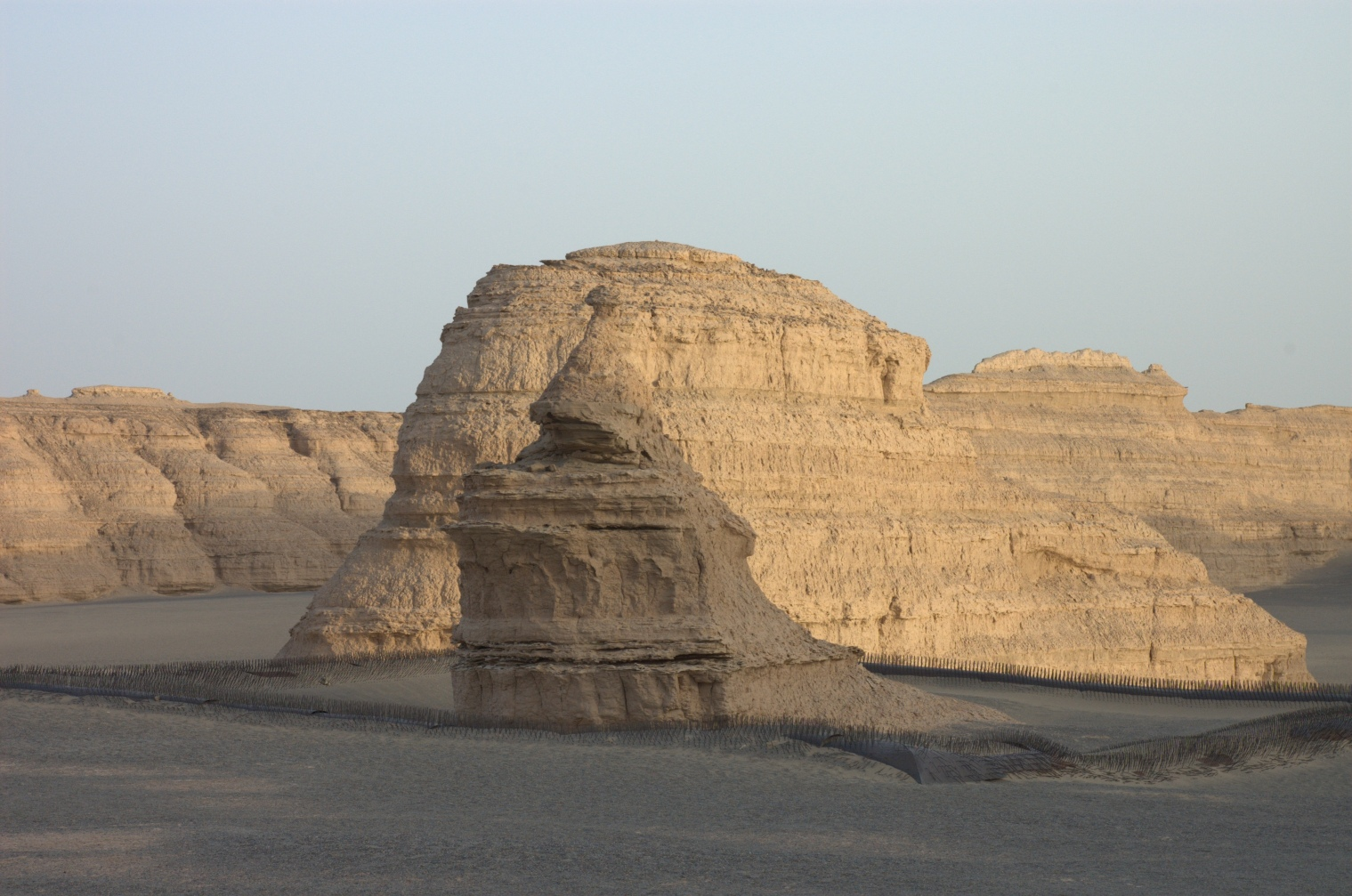
敦煌ヤルダン国家地質公園（中国）

### 海外の画像集
- カッパドキアの奇岩
（トルコ）
- イスキグアラスト/タランパヤ自然公園群
（アルゼンチン）
- メテオラ
（ギリシャ）
- ツィンギ・デ・ベマラ厳正自然保護区（マダガスカル）
- 敦煌ヤルダン国家地質公園
（中国）